# Clot de Regaixat
El Clot de Regaixat és un clot del municipi de Conca de Dalt, al Pallars Jussà, a l'antic terme d'Aramunt, en terres del poble d'Aramunt.
Està situat a llevant de la vila actual, les Eres, als peus d'Aramunt Vell, entre la vila nova i la vella. És a l'esquerra del barranc dels Mians, a llevant del Camp de Macià i al sud-est de Casa Toà. En el Clot de Regaixat hi ha la Font Vella.